# Playa de Cabo Roig
Playa de Cabo Roig är en strand i Spanien. Den ligger i den sydöstra delen av landet, 400 km sydost om huvudstaden Madrid.